# Ilhas Semidi
As ilhas Semidi são um arquipélago do Alasca, a sudoeste da ilha Kodiak, no golfo do Alasca, e a meio caminho entre a península do Alasca e as ilhas Chirikof. Fazem parte do arquipélago Kodiak, e administrativamente integram o distrito (borough) de Kodiak.
A maior das ilhas deste arquipélago são a ilha Aghiyuk e a ilha Chowiet. O arquipélago tem no total 30,178 quilômetros quadrados de área, e é desabitado. Como espaço protegido fazem parte do Alaska Maritime National Wildlife Refuge.